# Philippe Rogier
Philippe Rogier (* um 1560 in Arras; † 29. Februar 1596 in Madrid) war ein franko-flämischer Komponist, Sänger und Kapellmeister der späten Renaissance.

## Leben und Wirken

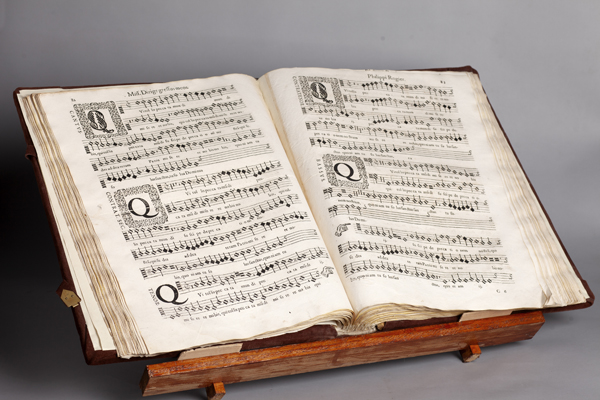
Messe von Rogier in Museo Parroquial, Pastrana

Es wird angenommen, dass Philippe Rogier seine erste musikalische Ausbildung an der Kathedrale seiner Geburtsstadt erhalten hat; über sein Elternhaus und seine frühe Zeit gibt es keine Belege. Aus dem Titel eines späteren Messendrucks ergibt sich sein Geburtsort. Gérard de Turnhout, seit 1571 Kapellmeister der capilla flamenca des spanischen Königs Philipp II., hatte in den damals spanischen Niederlanden Kapellknaben für seine Kapelle rekrutiert, reiste 1572 mit Philippe Rogier und anderen jugendlichen Sopranisten nach Madrid und führte sie am dortigen Königshof ein. Weil solche Sänger-Anwerbungen üblicherweise den etwa 10-jährigen Sängern galt, ergibt sich daraus das ungefähre Geburtsjahr Rogiers. In Madrid konnte er als jugendlicher Sänger seine musikalische Ausbildung vervollständigen. Als junger Erwachsener erhielt er vor 1586 die Priesterweihe, nachdem er in den Mitgliederlisten der Kapelle von 1586 unter den Kaplänen aufgeführt wurde; auch belegt in der Widmung des Motettendrucks von 1595 das „S.“ für sacerdos nach seinem Namen diesen Status. Während der Kapellmeistertätigkeit von George de La Hèle erreichte er 1584 die Stellung des Vizekapellmeisters und nach Hèles Tod 1586 die des Kapellmeisters der spanischen Hofkapelle.
Anlässlich der Hochzeit von Charles Emanuel I. von Savoyen mit Katharina, der Tochter von König Philipp II., im Jahr 1585 in Saragossa komponierte Philippe Rogier die sechsstimmige Messe Ave martyr gloriosa auf die gleichnamige Motette von Jacobus Clemens non Papa und die achtstimmige Motette In illo tempore accesserunt ad Jesum; sie wurde bei der Hochzeitsfeier aufgeführt. Beide Kompositionen sind nicht erhalten. Im Jahr 1590 machte der Komponist eine Reise nach Flandern, um für seine Kapelle neue Sänger anzuwerben. Er hatte auch einen seiner Schüler, Géry de Ghersem (1574/1575–1630), testamentarisch beauftragt, nach finanzieller Hilfszusage des Königs fünf seiner Messen im Druck herauszugeben. Dieses repräsentative Chorbuch erschien dann erst nach dem Tod des spanischen Königs (September 1598) und war seinem Nachfolger Philipp III. gewidmet. Rogier genoss die besondere Gunst seines Dienstherrn und erhielt mehrere Pfründen in seiner Heimat; darüber hinaus bekam er 1593 eine jährliche Pension von 300 Dukaten. Er bildete an der Hofkapelle auch mehrere Schüler aus, neben Ghersem beispielsweise Matheo Romero, der später sein Nachfolger wurde. Ende Februar 1596 verstarb Rogier in Madrid im Alter von etwa 35 Jahren.

## Bedeutung
Das hohe Ansehen von Philippe Rogier blieb noch weit bis ins 17. Jahrhundert lebendig. Der spanische Dichter Lope de Vega rühmt ihn in seinem Gedicht Laurel de Apolo von 1630, und noch 1669 erwarb die Kathedrale von Toledo sechs Bücher mit seinen Kompositionen. Dennoch ist von Rogier nur etwa ein Fünftel seines Gesamtwerks erhalten geblieben. In dem Katalog der portugiesischen Hofbibliothek in Lissabon zur Zeit König Johanns IV. sind 243 Werke verzeichnet, darunter 8 Messen, 66 Motetten, 65 Chansons und 71 Villancicos. Diese Bibliothek wurde bei dem Erdbeben 1755 vernichtet; weitere Werke können bei dem Brand der Madrider Hofkapelle 1734 untergegangen sein. Somit lässt sich der Rang des Komponisten nur anhand des schmalen verbliebenen Teils seiner Kompositionen abschätzen, dies sind 7 Messen, 18 Motetten, 4 Canzonen, 4 Psalmen und 2 Instrumentalstücke.
Die Messen Rogiers bewegen sich zwischen dem traditionellen, linearen franko-flämischen Stil von Nicolas Gombert und der neueren Richtung der Mehrchörigkeit mit Generalbass. Seine traditionellen Parodiemessen setzen die jeweilige Vorlage allerdings relativ frei und phantasievoll um. In den acht- und zwölfstimmigen Werken kommt eine monumentale Mehrchörigkeit zum Zuge; die zwölfstimmigen Messen und Motetten korrespondieren wohl mit den drei Orgeln im Escorial, die um 1590 fertiggestellt wurden. Diese Stücke gehören zu den frühesten Beispielen der spanischen Mehrchörigkeit. Die überlieferten linear komponierten Motetten orientieren sich an der Tradition Gomberts. Dagegen wirken die erst um 1995 entdeckten Instrumentalsätze in ihrer klanglichen Farbigkeit und ihrem schwungvollen Rhythmus ausgesprochen modern.

## Werke
Gesamtausgabe: Philippe Rogier, Opera omnia, herausgegeben von Lavern J. Wagner, Rom [1974] (= Corpus Mensurabilis Musicae 61)
- Messen
  - Missa „Philippus Secundus Rex Hispaniae“ zu vier Stimmen
  - Missa „Inclita stirps Jesse“ zu vier Stimmen, nach der gleichnamigen Motette von Jacobus Clemens non Papa
  - Missa „Dirige gressus meos“ zu fünf Stimmen, nach einer Vorlage von Thomas Crécquillon
  - Missa „Ego sum qui sum“ zu fünf Stimmen nach einer Vorlage von Nicholas Gombert
  - Missa „Inclina Domine aurem tuam“ zu sechs Stimmen, nach einer Vorlage von Cristóbal de Morales in der Sammlung Missae sex Philippi Rogerii atrebatensis […], Madrid 1598
  - Missa „Domine Dominus noster“ in 2 Fassungen: zu acht Stimmen für 2 Chöre und 2 Orgeln, und zu zwölf Stimmen für 3 Chöre und 3 Orgeln
  - Missa „Domine in virtute tua“ zu acht Stimmen nach einer Vorlage von Giovanni Pierluigi da Palestrina
- Motetten
  - „Caligaverunt“ zu sechs Stimmen
  - „Cantantibus organis“ zu sechs Stimmen
  - „Cantate Domino“ zu sechs Stimmen
  - „Clamavi ad te“ zu vier Stimmen
  - „Da pacem“ zu fünf Stimmen
  - „Dominus regit me“ zu vier Stimmen
  - „Inclina cor meum“ zu vier Stimmen
  - „Laboravi“ zu sechs Stimmen
  - „Paries quidam filium“ zu fünf Stimmen
  - „Peccavi“ zu sechs Stimmen
  - „Regina celi“ zu acht Stimmen
  - „Sancta Maria“ zu sechs ex fünf Stimmen
  - „Sit gloria Domini“ zu sechs Stimmen
  - „Vias tuas Domine“ zu sechs Stimmen, in der Sammlung Sacrarum modulationum quas vulgo motecta appellant, liber primus, Neapel 1595
  - „Cantate Domino canticum novum“ zu fünf Stimmen
  - „Da pacem Domine“ zu sechs aus fünf Stimmen
  - „Descendit angelus Domini“ zu fünf Stimmen
  - „Heu mihi Domine“ zu fünf Stimmen
  - „Justus es Domine“ zu fünf Stimmen
  - „Verba mea auribus percipe“ zu fünf Stimmen
  - „Laudate Dominum in sanctis eius“ zu acht Stimmen in 2 Chören
  - „Verbum caro factum est“ zu zwölf Stimmen in 3 Chören und Basso continuo
  - „Videntes stellam“ zu zwölf Stimmen in 3 Chören
  - „Dixit Dominus“ zu fünf Stimmen
  - „Salva nos Domine“ zu vier Stimmen
- Sonstige geistliche Werke
  - „Cinco lecciones“ (Responsorium des Totenoffiziums)
  - „Credo quod redemptor meus vivit“ zu fünf Stimmen
  - „Domine si fuisses hic“ zu fünf Stimmen
  - „Erat Jesus ejiciens“ zu fünf Stimmen
  - „Modicum et non videbitis me“ zu fünf Stimmen
  - „Tedet animam meam“ zu fünf Stimmen
  - 5 Psalmverse zu je fünf Stimmen
- Chansons
  - „Amour et la beauté“ zu fünf Stimmen
  - „Leal amour“ zu fünf Stimmen
  - „Tout le plaisir“ zu sechs Stimmen
  - „Veu que de vostr’ amour“ zu sechs Stimmen
- Instrumentalmusik
  - 5 Sätze zu fünf Stimmen, Rogier zugeschrieben
  - 14 weitere Sätze zu fünf Stimmen und 15 weitere zu sechs Stimmen, wahrscheinlich von Rogier, teilweise von seinen Schülern